# 卡莉·費奧麗娜
卡莉·費奧莉娜（Carly Fiorina，1954年9月6日—）生於美國德州奧斯丁，曾任惠普公司董事長兼CEO，是美國商業及科技界中最具影響力的女性之一。費奧莉娜于2015年5月4日宣布在美国共和党内争取2016年大选总统候选人提名，并在退选后直至2016年5月3日短暂成为了泰德·克鲁兹的竞选搭档。

## 個人生涯
費奧麗娜1976年畢業於史丹佛大學，主修西洋中古史與哲學，隨後同年曾就讀加州大學洛杉磯分校法學院，但一個學期後就退學，轉去地產公司當了六個月接待員，升至經紀後，離開到意大利博洛尼亞教英語。她懂得說意大利語。
1980年又在馬利蘭大學學院市分校羅勃特史密斯商學院取得市場學的企業管理碩士，及1989年在MIT史隆管理學院的史隆研究生計劃下取得管理學的理学碩士学位。
費奧麗娜在1999年7月進入惠普公司擔任董事長及CEO；在此之前，她曾服務於美國AT&T及擔任朗訊全球服務事業群總裁，並主導朗訊从AT&T的分拆。
費奧麗娜曾經連續六年被美國財星雜誌評選為美國商業界最具影響力的女性。惟她在2002年主導惠普公司與對手康柏的合併案後，沖淡了惠普原先在影像事業部門的獲利，而讓原先穩健經營的惠普開始在季報中出現不穩定的情況，遂與惠普董事會漸行漸遠，並逐漸被董事會削減職務。2005年2月9日，她在董事會的通知下，同時被免去董事長及CEO兩項職務。
費奧麗娜曾經2度拜訪台灣。2004年拜訪台灣時，曾經蒙總統陳水扁接見，並受婉轉請求將台灣在三通議題上的誠意轉達給中華人民共和國政府，但隨後經惠普公司以新聞稿的方式否認。
費奧麗娜曾在2008年美国大选表態支持共和党總統參選人約翰·麥凱恩。